# Wayne Aspinall
Pour les articles homonymes, voir Aspinall.
Wayne Norviel Aspinall est un homme politique américain (3 avril 1896 - 9 octobre 1983) qui fut représentant du parti démocrate à la Chambre des représentants pendant 24 ans et dont le dernier mandat se termina en 1972. Durant sa carrière, il présida différentes commissions fédérales dont celle se rapportant aux intérêts américains dans les petits royaumes insulaires du Pacifique. Ce fut aussi lui à qui l'on crédita la création du Colorado River Basin Project Act de 1968 et du Wilderness Act and Land and Water Conservation Fund Act de 1964, deux projets de lois qui défend et protège différents sites naturels aux États-Unis.